# Benoît Devroede
Benoît Devroede (Mark, 24 juni 1821 - Ukkel, 28 februari 1869) was een Belgisch volksvertegenwoordiger.

## Levensloop
Devroede promoveerde tot doctor in de rechten (1848) aan de Katholieke Universiteit Leuven. Hij werd advocaat bij de balie van Bergen, tot aan zijn dood.
In 1858 werd hij verkozen tot provincieraadslid voor Henegouwen. In augustus 1864 werd hij verkozen tot liberaal volksvertegenwoordiger voor het arrondissement Zinnik en vervulde dit mandaat gedurende minder dan twee jaar, tot in juni 1866.